# 崎間敏勝
崎間敏勝（1922年8月23日—2013年4月5日），美治琉球及沖繩縣時期政治運動家，琉球獨立運動重要人物。
他出生於那霸市首里，為琉球國士族後裔，本姓皎。早年就讀於舊制第一高等學校，後進入東京帝國大學法學部政治學科學習。因抱有救濟鄉土的使命感，他於1944年退學回到沖繩。在美國治理琉球時期，他是琉球政府的菁英官僚，歷任法務局長、行政主席官房長、內務局長。
1963年，他就任大眾金融公庫總裁。1967年，他創立《沖繩時報》，自任社長。1968年11月10日，在第一次琉球政府行政主席通常選舉中，與同為支持保守派的西銘順治的龜川正東、山里永吉一起投身沖繩自民黨，尋找勢力對抗復歸日本運動。同年秋，沖繩人創造沖繩會（沖縄人の沖縄をつくる会）成立，以當間重剛為會長、崎間敏勝為事務局負責人。1969年，在《琉球新報》的文化版面刊登出以「沖繩屬於沖繩人」（沖縄は沖縄人のものだ!）為標題的五段式廣告，震驚了琉球人。此外他還試圖在《朝日新聞》、《每日新聞》、《讀賣新聞》上刊登廣告，但受到壓力而未能如願。而具有影響力的商界人士國場幸太郎等人陸續退出，該會在三個月內關閉了辦公室，並於1970年底解散。
然而，沖繩人創造沖繩會的核心人物崎間敏勝、野底武彥、山里永吉三人於1970年成立琉球獨立黨，以崎間敏勝為黨首，並獲得原行政主席當間重剛等人的支持。沖繩復歸日本後，崎間敏勝於1971年參加第9屆日本參議院議員通常選舉，主張「沖繩獨立」，取得2673票。
2013年4月5日，他在西原町去世，享年91歲。
《沖繩通信》的記者比嘉康文，將大濱孫良、崎間敏勝、野底武彥、新垣弓太郎、大宜味朝德和喜友名嗣正列為六位影響琉球獨立運動的重要人物。